# WSC Real 08: World Snooker Championships
WSC Real 08: World Snooker Championships е компютърна игра, симулация на реалния снукър.

## Геймплей
Играта съдържа нови елементи, които я карат да изглежда по-реалистично. Играчите вече имат възможност да управляват играча, разхождайки се около масата и да виждат разположението на топките и да гледат реакцията на своят опонент и как те реагират на развитието в хода на играта. Играта предоставя всички официални турнири и лицензи за този сезон.

### Играчи
- Джон Хигинс
- Греъм Дот
- Шон Мърфи
- Кен Дохърти
- Рони О'Съливан
- Питър Ебдън
- Нийл Робъртсън
- Стивън Хендри
- Динг Джънхуа
- Стивън Магуайър
- Марк Селби
- Марк Уилямс

### Турнири
- Шанхай Мастърс
- Пот Блек
- Гран При
- Северноирландски Трофей
- Снукър шампионат на Обединеното Кралство
- Мастърс
- Чайна оупън
- Уелш оупън
- Световен снукър шампионат

### Коментатори
- Джон Вирго
- Стив Дейвис
- Джон Парът